# Trichordestra rugosa
Trichordestra rugosa là một loài bướm đêm trong họ Noctuidae.